# Georg Friedrich Grebner
Georg Friedrich Grebner (Norimberga, circa 1697 – Donauwörth, circa 1748) è stato un pittore tedesco.

## Biografia
Grebner fu un pittore su ceramica tedesco, attivo a Norimberga, dal 1717 al 1730, a Bayreuth, dal 1731 al 1733, a Oettingen-Schrattenhofen, dal 1738 al 1740 e a Donauwörth dal 1741.
Particolarmente apprezzato tra i suoi contemporanei per la facilità d'esecuzione e per la tecnica (eseguì numerosissimi pezzi, molti dei quali recano l'indicazione della data per intero), appare oggi ai critici d'arte, che gli riconoscono accuratezza e freschezza di lavoro e finezza nella delineazione e nelle decorazioni, abile soprattutto nell'imitare i più svariati stili.
Le sue opere migliori si trovano al Museo di Norimberga (dal suo primo periodo blu su bianco ai soggetti biblici di Bayreuth, e di Amburgo (soggetti di fauna e di flora).